# Vaus
Vaux és un municipi francès, situat al departament de l'Alier i a la regió d'Alvèrnia-Roine-Alps. L'any 2007 tenia 983 habitants.

## Demografia

### Població
El 2007 la població de fet de Vaux era de 983 persones. Hi havia 385 famílies de les quals 75 eren unipersonals (26 homes vivint sols i 49 dones vivint soles), 128 parelles sense fills, 159 parelles amb fills i 23 famílies monoparentals amb fills.
La població ha evolucionat segons el següent gràfic:
Habitants censats

### Habitatges
El 2007 hi havia 441 habitatges, 382 eren l'habitatge principal de la família, 31 eren segones residències i 28 estaven desocupats. 426 eren cases i 15 eren apartaments. Dels 382 habitatges principals, 313 estaven ocupats pels seus propietaris, 66 estaven llogats i ocupats pels llogaters i 3 estaven cedits a títol gratuït; 9 tenien dues cambres, 59 en tenien tres, 147 en tenien quatre i 166 en tenien cinc o més. 232 habitatges disposaven pel capbaix d'una plaça de pàrquing. A 127 habitatges hi havia un automòbil i a 235 n'hi havia dos o més.

### Piràmide de població
La piràmide de població per edats i sexe el 2009 era:
| Homes | Edats   | Dones |
| ----- | ------- | ----- |
| 0     | 95 o +  | 4     |
| 0     | 90 a 94 | 0     |
| 0     | 85 a 89 | 0     |
| 4     | 80 a 84 | 4     |
| 16    | 75 a 79 | 20    |
| 4     | 70 a 74 | 24    |
| 4     | 65 a 69 | 4     |
| 36    | 60 a 64 | 12    |
| 28    | 55 a 59 | 28    |
| 36    | 50 a 54 | 44    |
| 52    | 45 a 49 | 40    |
| 52    | 40 a 44 | 36    |
| 24    | 35 a 39 | 48    |
| 40    | 30 a 34 | 36    |
| 28    | 25 a 29 | 24    |
| 16    | 20 a 24 | 24    |
| 40    | 15 a 19 | 32    |
| 52    | 10 a 14 | 48    |
| 40    | 5 a 9   | 36    |
| 28    | 0 a 4   | 20    |

## Economia
El 2007 la població en edat de treballar era de 657 persones, 490 eren actives i 167 eren inactives. De les 490 persones actives 451 estaven ocupades (231 homes i 220 dones) i 40 estaven aturades (22 homes i 18 dones). De les 167 persones inactives 81 estaven jubilades, 43 estaven estudiant i 43 estaven classificades com a «altres inactius».

### Ingressos
El 2009 a Vaux hi havia 404 unitats fiscals que integraven 1.058 persones, la mediana anual d'ingressos fiscals per persona era de 16.399 €.

### Activitats econòmiques
Dels 25 establiments que hi havia el 2007, 1 era d'una empresa extractiva, 1 d'una empresa de fabricació de material elèctric, 2 d'empreses de fabricació d'altres productes industrials, 6 d'empreses de construcció, 4 d'empreses de comerç i reparació d'automòbils, 1 d'una empresa de transport, 1 d'una empresa d'hostatgeria i restauració, 4 d'empreses financeres, 1 d'una empresa de serveis, 3 d'entitats de l'administració pública i 1 d'una empresa classificada com a «altres activitats de serveis».
Dels 7 establiments de servei als particulars que hi havia el 2009, 1 era una oficina de correu, 1 guixaire pintor, 4 lampisteries i 1 restaurant.
Dels 2 establiments comercials que hi havia el 2009, 1 era una gran superfície de material de bricolatge i 1 una botiga de menys de 120 m².
L'any 2000 a Vaux hi havia 24 explotacions agrícoles que ocupaven un total de 824 hectàrees.

## Equipaments sanitaris i escolars
El 2009 hi havia una escola elemental.

## Poblacions més properes
El següent diagrama mostra les poblacions més properes.